# 궈마오역 (베이징)
궈마오역(國貿站, 중국어: 国贸站, 국무참)은 베이징 지하철 1호선과 베이징 지하철 10호선의 환승역이다. 1999년 9월 28일 1호선 톈안먼시 ~ 스후이둥 구간이 연장 개통되면서 영업을 시작하였고, 2008년 7월 19일 베이징 지하철 10호선이 개통되면서 환승역이 되었다. 인근에 중국 국제 무역센터가 있다.

## 위치 및 명명
궈마오 역은 베이징시 차오양구 동3환로와 젠궈로 교차로(궈마오교) 지하에 위치해 있다. 이 곳은 베이징 상무중심구(CBD)의 핵심 지점이며, 중국국제무역센터(中国国际贸易中心)가 그 서북쪽에 위치하고 있어 이 역명이 붙여졌다. 이 역은 푸바선(复八线)계획에서 다베이야오역(大北窑站)으로 불리다가 1999년 개통되었을 때 궈마오 역으로 개칭되었다.

## 역 구조
궈마오 역은 1호선과 10호선의 환승역이다. 1호선 역은 궈마오교 서쪽에 위치하고 있으며, 3과(跨) 2주(柱) 3층 프레임 구조로, 전체 길이 213.5m, 폭 21.8m, 깊이 16.85m이다. 10호선역은 궈마오교 북쪽에 위치하며, 기존의 궈마오교 교각과 1호선 궈마오역의 영향으로 단일 2개층 2개의 분리식 섬식 승강장으로 설계되었다. 남단 아래에 1호선이 지난다.

### 층별 구조
| G  | 지면                                                       | A－G출구                                          |  |
| B1 | 1호선 대합실                                               | 고객 서비스 센터, 자동 판매기, 개집표기, 환승통로 |  |
| B2 | 10호선 대합실                                              | 고객 서비스 센터, 자동 판매기, 개집표기, 환승통로 |  |
| B2 | ← ■ 1호선 핑궈위안 역 방면(용안리)                         |                                                   |  |
| B2 | 섬식 승강장, 왼쪽 출입문이 열림                            |                                                   |  |
| B2 | → ■ 1호선 쓰후이둥 역 방면(다왕루)                         |                                                   |  |
| B3 |                                                            | ← ■ 10호선 외선순환(진타이시자오)                 |  |
| B3 | 두개의 상대식 분리형 승강장, 왼쪽 문이 열림, 승강장간 통로 |                                                   |  |
| B3 | → ■ 10호선 내선순환(솽징)                                  |                                                   |  |

### 대합실
궈마오역 1호선 대합실은 젠궈먼 외대가 지하에 위치하며, 자동발매기는 대합실 동서 양 끝에 설치되어 있다. 승강장 북쪽에는 분리된 환승통로 출입구가 있으며, 그 중 1호선에서 10호선으로 가는 환승통로 입구는 서쪽에, 10호선에서 1호선으로 가는 환승통로 출구는 동쪽에 위치해 있다. 10호선 대합실은 궈마오교 지하에 위치하며,각각 두 개의 통로를 통해 연결되어 있고, 그 중 북쪽 통로는 비운임 구역 내에, 남쪽 통로는 운임 구역 내에 위치하고 있다. 자동발매기는 대합실 북쪽에 설치되어 있으며, 환승통로 출입구는 대합실 서남쪽에 위치하고 있다.

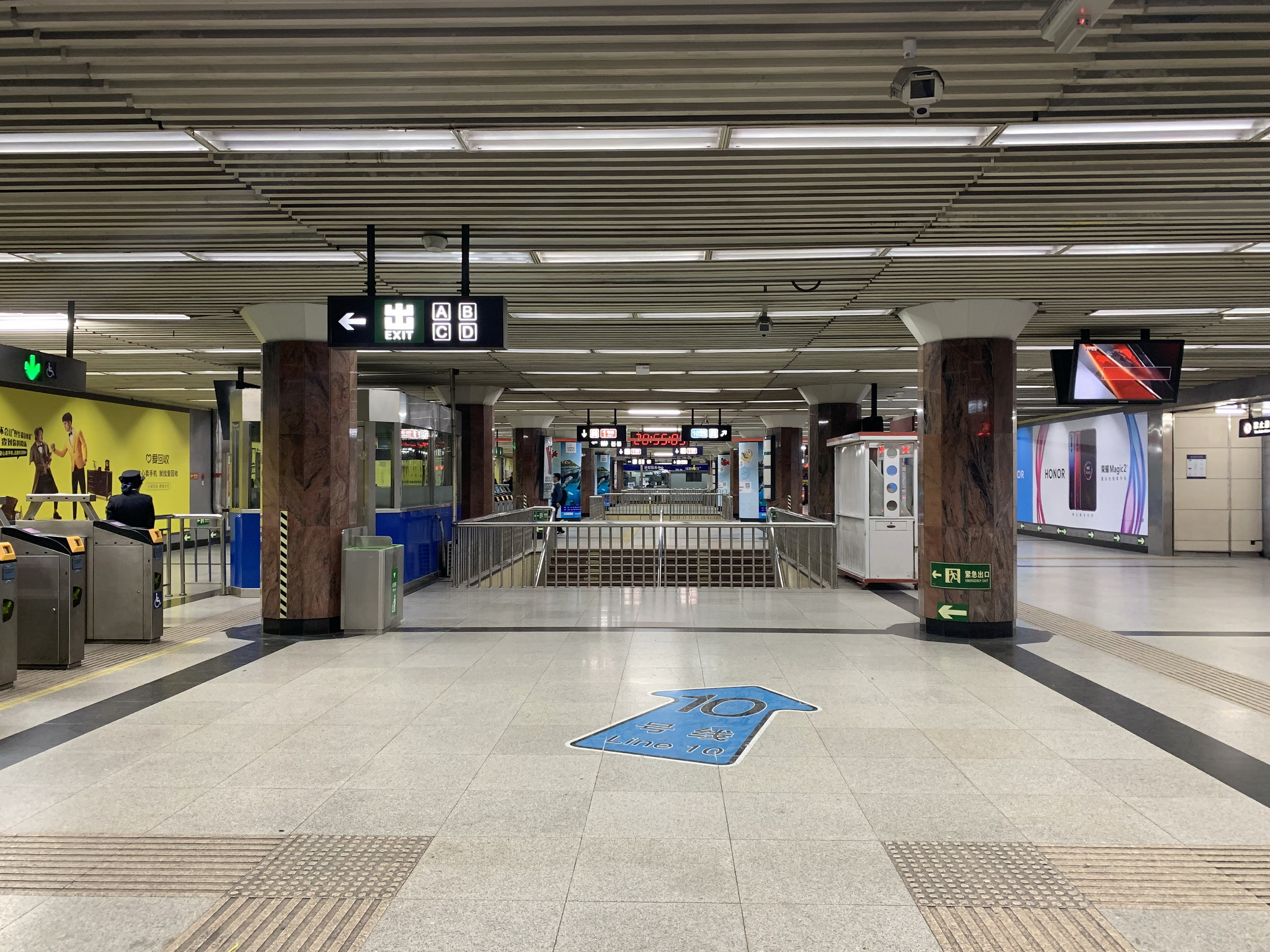
1호선 대합실
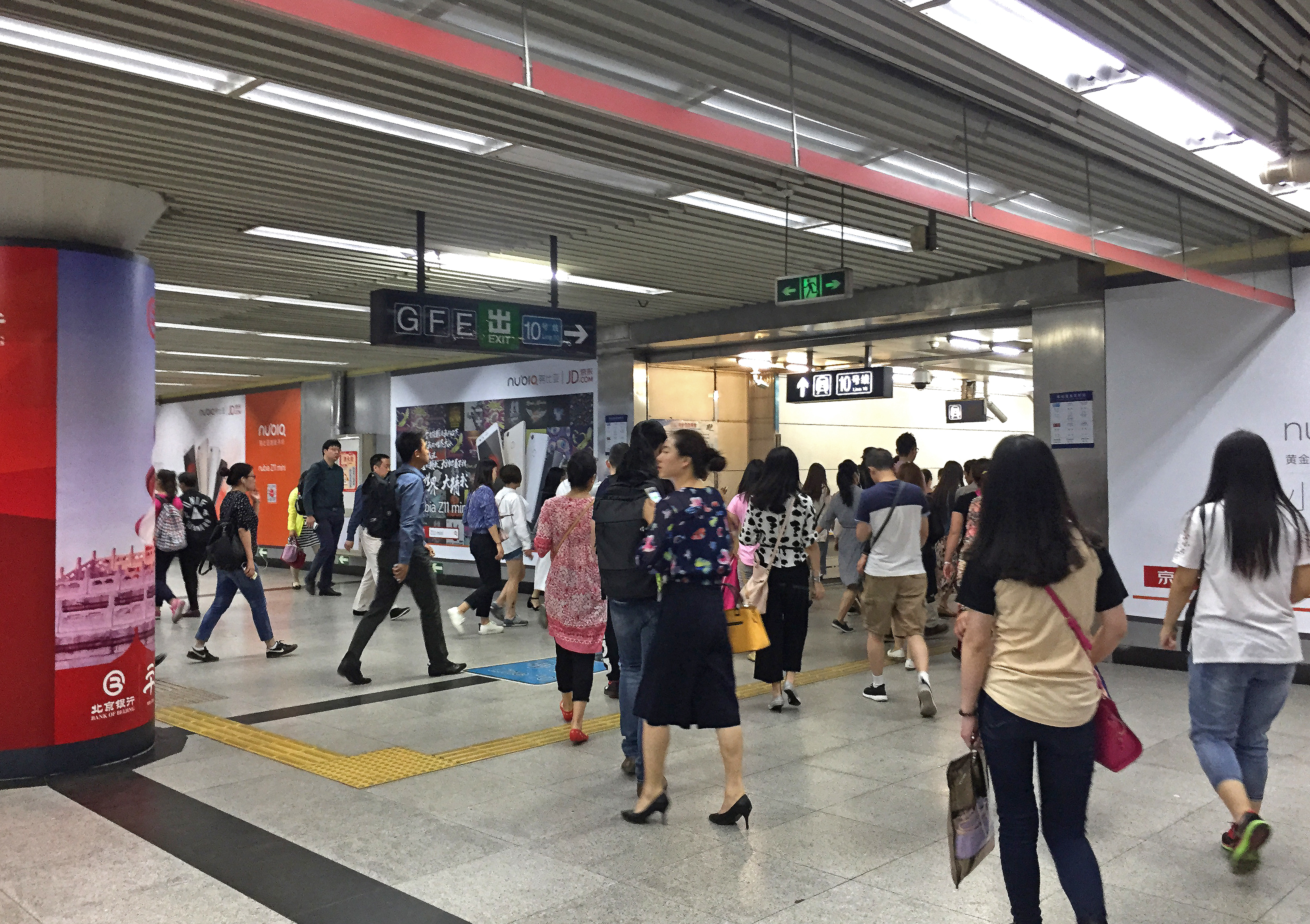
1호선-10호선 환승 입구
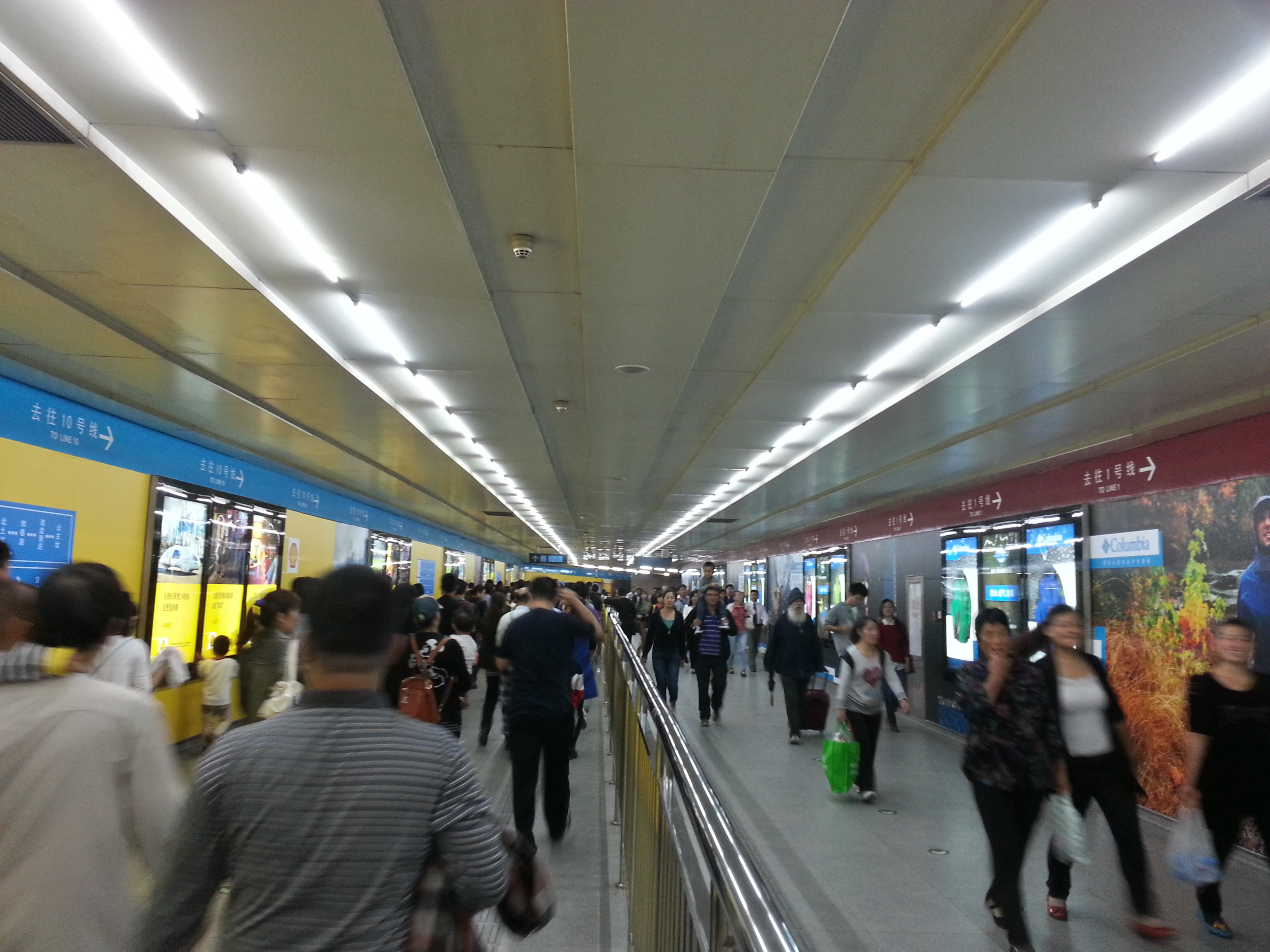
환승 통로 내부
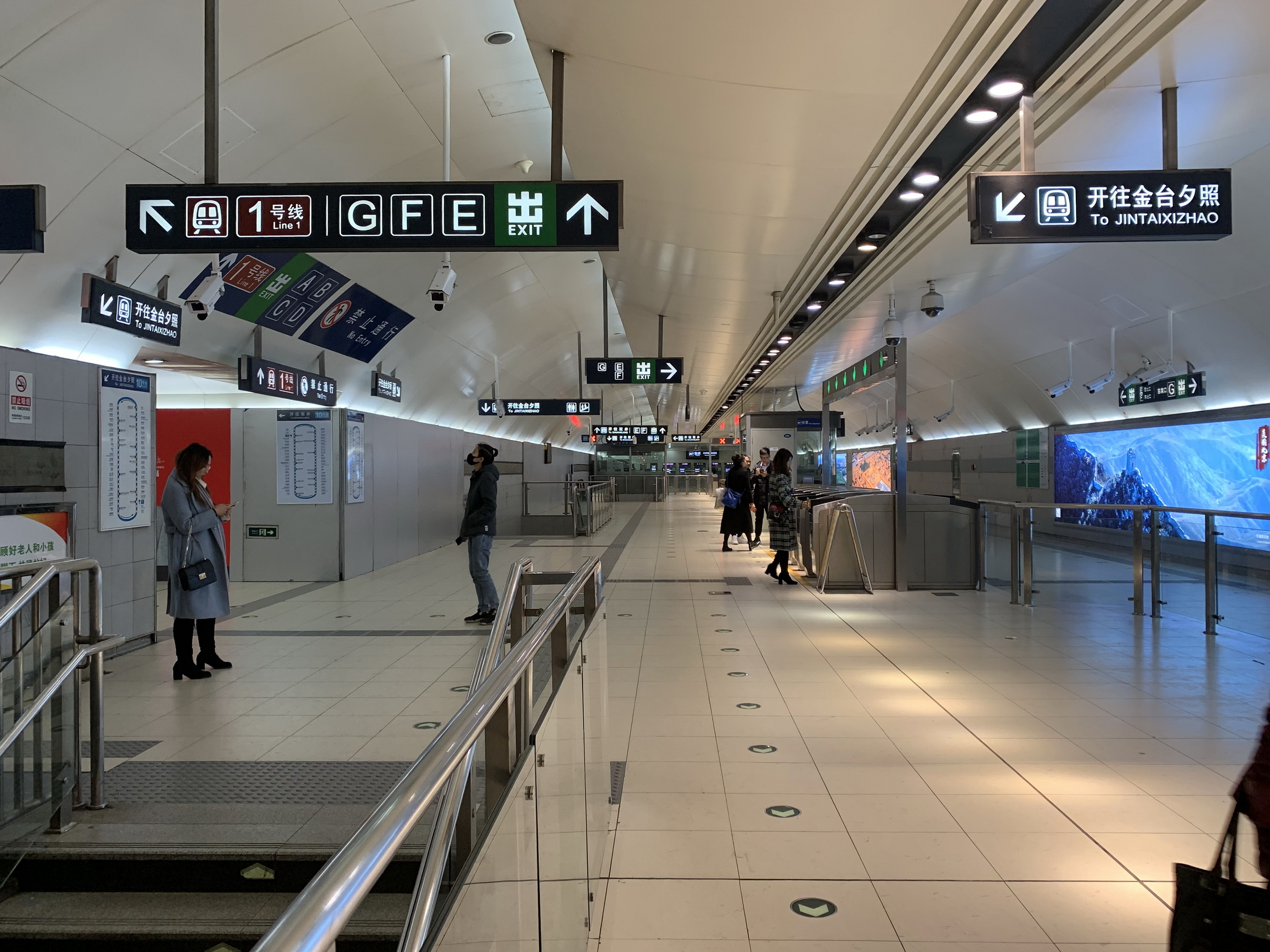
10호선 외선방면 대합실
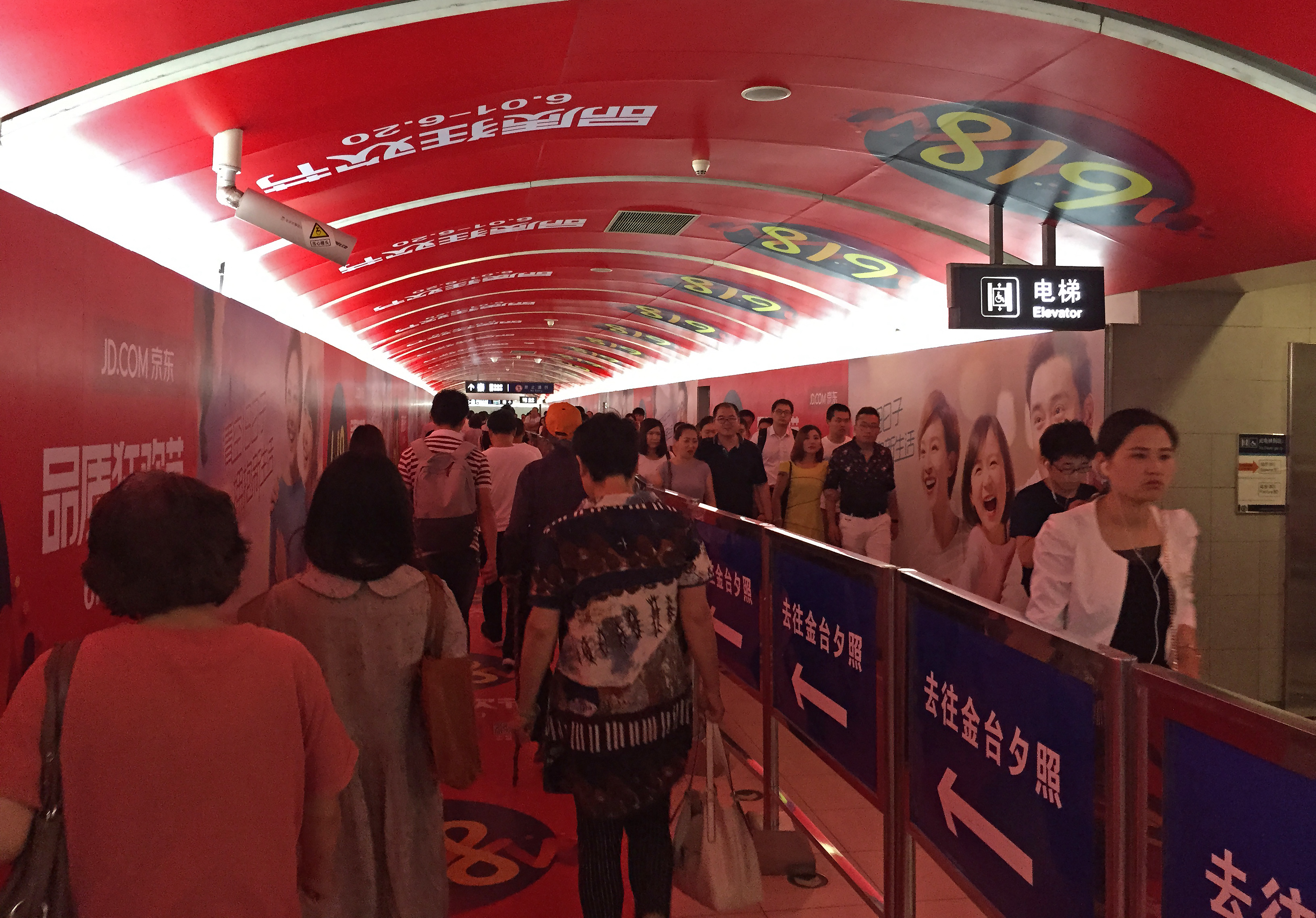
10호선 대합실 운임구역 내의 연결 통로

### 승강장
ㄴ
궈마오역 1호선 승강장은 젠궈먼 외대가 지하에 위치한 섬식 승강장으로 대합실은 4개의 계단으로 연결되어 있으며, 반밀폐형 스크린도어는 2017년 7월 9일에 설치되었다. 10호선 승강장은 둥싼환중로(东三环中路) 지하에 위치한 분리식 승강장으로 10호선 개통 즉시 밀폐형 스크린도어가 설치되어 있다. 서쪽은 내선순환 승강장, 동쪽은 외선순환 승강장, 두개의 승강장 간은 남북으로 두 개의 연결통로로 연결되며, 이 중 남부연결통로에는 대합실으로 통하는 수직승강기가 설치되어 있다.

### 출구
궈마오역에는 8개의 출구가 있는데, 이 중 10호선 E1출구는 1호선 B출구와 거리가 가깝다. A출구는 궈마오 상가(国贸商城) 지하 1층과 연결되어 있고, C출구는 인타이 센터(银泰中心) 및 둥싼환 우회로(东三环辅路) 지하의 도로와 연결되어 있으며, 궈마오교 남서쪽에 2번 출구를 통해 다베이야오난 버스터미널과 연결되었고, 궈마오교 남동쪽에 3번 출구가 설치되었다. D출구에는 또한 인타이 센터에 연결되는 통로가 있다.
| 출구                                                                        | 출구 인근 |
| --------------------------------------------------------------------------- | --- |
| 出口 · A                                                                    | 젠궈먼 외대가(북쪽), 중국 국제 무역센터, 중하이 광장                                                                     |
| 出口 · B                                                                    | 젠궈먼 외대가(북쪽), 중국 국제 무역센터, 완다 광장                                                                       |
| 出口 · C                                                                    | 젠궈먼 외대가(남쪽), 젠와이 SOHO(建外SOHO), 베이징 인타이 센터(北京银泰中心), 베이징 22원가 예술구(北京二十二院街艺术区) |
| 出口 · D                                                                    | 젠궈먼 외대가(남쪽), 중앙세계무역센터(中环世贸中心), 베이징 일본문화센터, 베이징 인타이 센터, 베이징IFC빌딩, SK빌딩      |
| 出口 · E · 1                                                                | 광화둥리(光华东里), 중국 국제 무역센터                                                                                   |
| 出口 · E · 2                                                                | 국제아파트(国际公寓), 궈마오시러우(国贸西楼)                                                                             |
| 出口 · F                                                                    | 베이징 원자력기기공장(北京核仪器厂), 중푸 빌딩                                                                           |
| 出口 · G                                                                    | 젠궈로(북쪽), 중지신둥팡 사무소(中基新东方写字楼), 완다 광장                                                             |
| 아이콘 설명: 시각 장애인 안내 경로 \| 경사로 \| 엘리베이터 \| 휠체어 리프트 | |

## 역세권 정보
베이징 텔레비전(北京电视台) 사옥이 궈마오역 남동쪽 3번 출구에 인접하고, 베이징 CBD 핵심구(北京CBD核心区)가 궈마오역 북동쪽 인근에 위치한다.